# Leonardo de la Peña Díaz
Leonardo de la Peña Díaz (Ciudad Real, 6 de noviembre de 1875-Madrid, 1 de noviembre de 1957) fue un cirujano manchego y fundador de la primera Cátedra de Urología en España.

## Biografía
Leonardo de la Peña tuvo una infancia muy dura ya que su padre ocupaba un modesto cargo en el ferrocarril de Ciudad Real a Badajoz como guardagujas, y quedando éste viudo muy pronto,  cuando Leonardo tenía tan sólo dos años. Por el traslado de su padre a las oficinas de Madrid, debido a su ajetreado empleo, comienza sus estudios de primera enseñanza en una escuela municipal de la Cava Baja. Años más tarde, a pesar de la penuria económica paterna, ingresa en el Instituto de San Isidro para comenzar los estudios de bachillerato, los cuales los supera con las mejores calificaciones. En el último año ya comienza a manifestarse su vocación médica y docente, dando clases de dibujo a sus compañeros por tres pesetas al mes, que servían como apoyo económico a la familia.
Al terminar el bachillerato, se plantea de nuevo el problema de proseguir los estudios superiores, ya que el padre no disponía de fortuna para ello y, por otra parte, quedó inválido por una neuritis del brazo derecho. Gracias a los consejos y ayuda económica de dos médicos benefactores, Carlos Fernández Pardo y Cipriano González Pérez, Leonardo emprende la carrera de Medicina, en la Universidad Central de Madrid y en la de Valladolid.
Posteriormente, consigue por oposición ser interno del Hospital Clínico de la Facultad de Medicina. Entre 18 opositores, Peña consigue el número 2, lo cual la facilita la continuación de sus estudios. Más tarde, también por oposición, obtiene una plaza de ayudante director en la Cátedra de Técnica Anatómica de la Universidad de Valladolid, bajo el cargo del eminente profesor Federico Olóriz; cuyos méritos, dotes y buen hacer, ya serían reconocidos por este gran anatómico.
Más tarde, Peña hace de nuevo oposiciones para una plaza de alumno interno al Hospital de la Princesa de Madrid, donde logra el número 1 entre más de 60 opositores.
En 1897 finaliza su licenciatura obteniendo sobresaliente. Recibiendo además, un premio-beca fundado por el marqués de Urquijo, por valor de 1.225 pts, donado al licenciado más brillante y en precaria situación económica. El premio le permitirá contraer matrimonio, y salir definitivamente de sus dificultades pecuniarias. Un año después de la licenciatura obtiene el título de doctor con sobresaliente en la tesis: "Cura radical de las hernias inguinales".
Tras un fugaz paso como médico en las minas de Sotiel Coronada (Huelva) se presenta a oposiciones, sin conocer a nadie y sin valedores, para una plaza de director de trabajos anatómicos de la Universidad de Valladolid. Tras el primer ejercicio, sus opositores se retiran, consiguiendo la plaza por unanimidad. En Valladolid permanecerá durante cinco años reorganizando la enseñanza de la disección, e implantando el método de conservación de cadáveres del Dr. Sierra.
En 1904 hace nuevamente oposiciones a la cátedra de Anatomía Topográfica y Operaciones de Santiago de Compostela, desde la cual, por permuta, pasa a Cádiz. Nuevamente tiene que verse sujeto al precario sueldo de catedrático, volviendo a sus dificultades económicas.
Ante estas malas perspectivas, y ya con cierta inclinación hacia la Medicina de las vías urinarias, en 1905 solicita una pensión para el extranjero, dirigiéndose a París, pero dejando a su familia en España. Una vez en Francia acude a la clínica urológica de Félix Guyon (1831-1920) y Joaquín Albarrán (1860-1912), en el Hospital Necker, donde permanecerá durante tres años. Fue por estos años cuando Albarrán, tras la jubilación de Guyon, había conseguido la cátedra de Urología de París, y la jefatura del servicio del Hospital Necker. Por su aplicación y buena disposición, Peña fue nombrado "monitor" de la clínica, llegando a ser el brazo derecho del gran maestro hispano-cubano, y ayudante quirúrgico en su clínica privada. El reconocimiento de su labor y trabajo, también le permitirá ingresos extraordinarios de hasta 40.000 francos de entonces.
En 1909 vuelve a España, con espíritu renovado. En Valladolid regentará la cátedra de anatomía de la Facultad de Medicina de esta universidad, lugar donde comienza de nuevo a explicar sus extraordinarias lecciones y reimplantar su método de disección.
En 1911 permuta la cátedra de anatomía de Valladolid por la de Técnica Anatómica de Sevilla. En ese año participa como socio fundador de la Asociación Española de Urología, asistiendo a alguna de las reuniones constitutivas en Madrid. Al mismo tiempo, no cesa de impartir cursos de urología por las facultades más avanzadas.
En 1915 es nombrado catedrático de anatomía en la Universidad Central de Madrid, en virtud de concurso de traslado, si bien hay que reconocerle que antes había hecho oposición a dicha cátedra en la que obtuvo dos votos contra uno de cada opositor. Ya en las salas del Hospital de San Carlos realiza algunas innovaciones novedosas, entre las que destacan el procedimiento de conservación temporal de cadáveres, y el modelado y vaciado de preparaciones anatómicas, lo que permite el aprendizaje a un número mayor de alumnos. En la capital comienza también su ejercicio privado como urólogo, y como especialista de la Sociedad Filantrópica del Comercio.
En 1916, por su afición a la disección que no podía olvidar, permuta la cátedra de anatomía por la de técnica anatómica; permaneciendo en esta última disciplina durante 4 años, durante los cuales, aparte de sus clases teórico-prácticas por las mañanas, impartiría cursos de urología y anatomía por las tardes.
A principios de 1920 Leonardo de la Peña ya gozaba de una gran fama y poder político, y según sus propias declaraciones en una revista médica de la época, aspiraba a un puesto de senador si bien, según él, su interés por el cargo se centraba en mejorar la enseñanza de la Medicina desde el poder. Por lo que, en mayo de 1920 consigue crear la primera Cátedra de Urología en España en la Universidad Central de Madrid. Leonardo de la Peña es nombrado, por concurso de méritos, catedrático de dicha asignatura.
En 1929, por iniciativa del claustro de la Universidad Central de Madrid, concursa a la plaza de terapéutica quirúrgica general y especial, vacante por el fallecimiento de Ramón Jiménez, alcanzándola sin abandonar el desempeño de la de Urología .
En marzo de 1930 es nombrado académico de la Real de Medicina. Posteriormente fue presidente de la Academia Médico-Quirúrgica. Por reconocimiento a su labor, llegaría incluso a ser Director del Hospital Clínico de San Carlos, y Doctor Honoris Causa por las universidades de Universidad de Lovaina y Universidad de Coímbra.
En la guerra civil española estuvo militarizado al frente de un equipo quirúrgico y organizó en Medina del Campo un hospital de sangre, siendo elegido alcalde de la población. Terminada la contienda reorganizó y reconstruyó el Hospital Clínico de San Carlos, respaldado por el Decano de la Facultad, el profesor Enríquez de Salamanca.
En 1946, tras 25 años de explicar la cátedra de Urología se jubiló. Su recia personalidad y fuerte carácter fueron proverbiales, como hombre de ingenio, a veces algo mordaz y de polémica fácil; pero ante todo, persona popular y querida entre los estudiantes. 
Estuvo casado con Antonia Pineda Martín, nacida en Valladolid el 4 de noviembre de 1876. Tuvieron cuatro hijos: Mercedes, Alfonso, Julia y Emilio. 
Falleció en 1957, no sin antes dejar un importantísimo legado de obras escritas y especialistas doctos en urología.

## Creación de la cátedra de urología de Madrid
En mayo de 1920 es creada la primera Cátedra de Urología en España en la Universidad Central de Madrid. Leonardo de la Peña es nombrado, por concurso de méritos, catedrático de la asignatura, que tendrá (al principio) carácter optativo y se impartirá como curso del doctorado. Pero antes habrá de renunciar a su cátedra de Técnica Anatómica. La propuesta y la designación fueron hechas por la Real Academia de Medicina, Universidad Central y Consejo de Instrucción Pública, y supuso para Leonardo de la Peña el encumbramiento definitivo de su carrera.
Una vez nombrado catedrático, De la Peña inicia una febril actividad para promocionar la urología dentro y fuera de la universidad; y lograr el mayor reconocimiento posible dentro de las especialidades quirúrgicas, aunque en sus inicios esta disciplina fuera sólo optativa.

### Antecedentes
Uno de los principales motivos de fracaso en la consecución de que la especialidad de vías urinarias alcanzase categoría de asignatura obligatoria o complementaria en los estudios universitarios en los Planes de Estudios de 1886 y 1902, que consiguieron otras especialidades como la oftalmología y la dermatología, fue la falta de interlocutores válidos para presionar a los ministros de Instrucción Pública en el momento en que se reorganizó la enseñanza del resto de especialidades.
Aunque en 1902 en algunas universidades españolas existían catedráticos de otras asignaturas (anatomía, técnica anatómica, o medicina operatoria) con clara decantación hacia las vías urinarias, con eminentes especialistas en la materia, estos eran fuera de Madrid, que era donde se preparaban los borradores y se decidían las leyes, apenas había urólogos de reconocido prestigio para recomendar sobre la conveniencia de que la urología fuese incluida como asignatura obligatoria. Además, la opinión de la Real Academia de Medicina de Madrid, como órgano consultor del Ministerio de Instrucción Pública, era fundamental para la aprobación de cualquier ley en referencia a la docencia universitaria; y hacia 1902 en ese importante foro consultor apenas había defensores de la especialidad de vías urinarias.

### Organización de la nueva cátedra
En 1920, el panorama había cambiado. Para dar a conocer al gran público la docencia de la asignatura que acaba de nacer y la organización en su cátedra, De la Peña inserta una serie de artículos en la prensa médica algunos de los cuales tienen una gran difusión, como el publicado en "La Medicina Ibera" de 28-VIII-1920 "Como será la enseñanza de la Urología", pocos días después de la concesión de la cátedra en la "Gaceta de Madrid". En éste, Peña explica que la enseñanza en la cátedra corresponderá a una parte oral y una práctica. La última es la que considera la más útil para los alumnos, por lo que en su organigrama destaca la importancia de las unidades de consulta, clínica, laboratorio, anatomía patológica y de endoscopia, a las que los alumnos deberán asistir de forma obligatoria bajo la tutela del profesor.
Su forma de pensar quedaba reflejada en una frase con la que termina el artículo: "..labor teórica para aquellas materias que sea precisa y mucho trabajo práctico para las demás... con este programa... con una voluntad firme y decidida y contando con los medios que, la Facultad y el Ministerio, seguramente habrán de facilitarme, podré cumplir con mi deber y me consideraré satisfecho...".
La petición para llevar a cabo su ambicioso proyecto aparece un mes después en la "Gaceta de Madrid". El 30-IX-1920 una R.O. dispone: "..que se establezca una Clínica, aneja a la Cátedra, para la especialidad de Urología, con todos los medios necesarios, dado el carácter eminentemente práctico que debe tener esta enseñanza, para lo cual el Rector y Decano deben distribuir las Clínicas de San Carlos del modo más conveniente..".
Hacia 1920, fecha de la petición de Leonardo de la Peña, el Pabellón de Clínicas tenía una distribución más o menos homogénea con respecto a la categoría de sus Clínicas y era difícil una nueva remodelación. No obstante, el nuevo catedrático obtuvo dos pequeñas salas, anejas a la cátedra, donde un año más tarde comenzó las prácticas de la especialidad.
Leonardo de la Peña continuó su gestión como titular de la cátedra durante muchos años y pese a que, a partir de 1929, la tuvo como acumulada, ya que desde ese año fue también catedrático de una de las asignaturas quirúrgicas, este nuevo cargo no redundó, en absoluto, en un abandono de sus obligaciones para su verdadera especialidad hasta la fecha de su jubilación en 1945, tras veinticinco años de servicio.

### Cátedra de especialistas
Entre sus más directos colaboradores o discípulos de la cátedra figuraban: Victoriano Molina, Fernández Miranda, Gónzalez Ralero, Manuel Rodero, Martino Sabino, Alcalá Santaella, etc., destacando como sus más directos sucesores, sus dos hijos Alfonso y Emilio. 
Leonardo fue uno de los primeros en introducir en España la pielografía intravenosa, sobre cuyo tema, era dominante en un gran número de trabajos. Su adjunto, Manuel Rodero, hizo su tesis doctoral sobre "Pielografía ascendente y descendente" mereciendo el grado de sobresaliente. Sus cargos en la Junta Directiva de la Asociación Española de Urología fueron: Secretario de Actas, en 1912; Vocal 1° en 1914; y Presidente, entre 1923 a 1928.

## Obra médica escrita
Aunque D. Leonardo de la Peña era de palabra fácil, un reconocido pedagogo y un gran maestro, él mismo reconocía en su Discurso de Recepción como académico, sus problemas para escribir. No obstante, a pesar de ello, muchas fueron sus ponencias y comunicaciones a Congresos Nacionales e Internacionales, y principalmente, sus escritos urológicos que dejó en revistas y publicaciones periódicas es sin duda la obra más importante; destacando entre ellas: 
- "Algunas consideraciones sobre la tuberculosis de riñón". Madrid; 1911.
- "Tuberculina y nefrectomía en tuberculosis renal". Madrid; 1913.
- "Como será la enseñanza de la Urología". La Medicina Ibera. 28-VIII-1920.
- "La Cátedra de Urología". El Siglo Médico. 8-X-1921; LXVIII (3539).
- "Reflujo Urinario". Ponencia al IX Congreso Nacional de Urología; Coímbra, 1932. (En colaboración con su hijo Alfonso.)
- "El problema de las anurias (Patogenia y Tratamiento)". Madrid; 1946. (Discurso de la Sesión Inaugural de la R.A. de Medicina, el 31-I-1946)
- Prólogo. En: Hans Wildbolz. "Tratado de Urología". Barcelona; 1936.
- Prólogo. En: Sala de Pablo. "Tratado de Neurocirugía vesical". Madrid; 1952.